# Ніна Єрмуракі
Ніна Єрмуракі (рум. Nina Ermurachi; 15 липня 1949, Флоріцоая-Веке, Унгенський повіт, Бессарабська губернія, Російська імперія – пом. 20 жовтня 2016) — молдовська співачка, виконавиця народної музики.
Народилася в селянській сім'ї, де було п'ятеро дітей, була наймолодшою. У 1971 – 1973 роках навчалася в середній музичній школі імені Штефана Няга в Кишиневі, проте не закінчила навчання. У 1966–1968 та 1985–1987 роках співала у хоровій капелі «Дойна» Кишинівської філармонії. Також працювала солісткою в кількох колективах: Оркестр народної музики «Folclor» Кишинівського радіо і телебачення (1968 – 1984; 1991 – 1995), Оркестр народної музики «Moldoveneasca» (1988) та Оркестр народної музики «Арта» (1989 – 1991).
Записала альбом Cântec de joc, а в його репертуарі такі пісні, як Măi cucule blestemat (дебютна пісня), Frunză verde jasomie, Cântec vechi de cătănie, Și-am zis verde brad de munte, Lăsați-mă să cânt тощо.
У 1998 році разом з іншими артистами оркестру народної музики «Фольклор» присвоєно звання магістра мистецтв. Брала участь у низці фестивалів народної музики, включаючи фестиваль «Crizantema de Aur» у Тирговіште (1996) та фестиваль «Maria Tănase» у Крайові. 
Ніна Єрмуракі вийшла заміж у 23 роки, але розлучилася. Має сина Октавіана, одруженого з Марією Стояновою, автором пісень і співачкою.